# نووی دوور (شهرستان سوکوئکا)
نووی دووُر (به لاتین: Nowy Dwór) یک روستا در لهستان است که در گمینا نوو دوور واقع شده‌است. نوو دوور ۸۳۰ نفر جمعیت دارد.